# Zapomeňte na Hérostrata!
Zapomeňte na Hérostrata! (Забыть Герострата!) je divadelní hra ruského dramatika Grigorie Gorina z roku 1972. Jedná se o tragikomedii o dvou částech a pěti obrazech. Hra měla premiéru v roce 1972 v Akademickém činoherním divadle V. F. Komissarževské (Академический драматический театр имени В. Ф. Комиссаржевской) v Leningradu (dnes Petrohrad)
Hra se odehrává v roce 356 před naším letopočtem v městě Efezu a je variací na příběh o Hérostratovi, který zapálil Artemidin chrám, aby se zapsal do dějin a stal se navždy slavným.

## Uvedení v Češkoslovensku
- 1975 Divadlo ABC, Městská divadla pražská, překlad Růžena Pochová, režie Ladislav Vymětal, výprava Jan Dušek, premiéra 26. listopadu 1975. Hráli: Náš současník (Jiří Pick), Tissafernés, vladař Efesu (Václav Voska), Klementina, jeho žena (Marie Málková), Kleón, archón basileus (Jan Tříska), Hérostratos (Václav Postránecký ), Chryssipes, lichvář (Miroslav Homola), Erita, kněžka v chrámu bohyně Artemis (Jarmila Smejkalová), žalářník (Jiří Bruder), kameník (Roman Hemala), Hrnčíř Vladimír Salač (herec) a lazebník (Mirko Musil).[1]
- 1977 Východočeské divadlo Pardubice, premiéra 11. června 1977, derniéra 2. března 1978.[2]

### Rozhlasové zpracování
V Československém rozhlasu byla hra zpracována v roce 1986. Překlad Růžena Pechová, rozhlasová úprava Hynek Pekárek. dramaturgie Pavel Minks, režie Josef Červinka. Hráli: Náš současník (Pavel Soukup), Tissafernés, vladař Efesu (Josef Somr), Klementina, jeho žena (Jorga Kotrbová), Kleón, archón basileus (Petr Pelzer), Hérostratos (Jan Vlasák (herec) ), Chryssipes, lichvář (Vladimír Krška), Erita, kněžka v chrámu bohyně Artemis (Blanka Bohdanová), žalářník (Jan Schánilec), kameník (Jaroslav Cmíral) a lazebník (Jiří Knot).